# Déclassement
« Déclassement » redirige ici. Pour la notion en droit suisse, voir Aménagement du territoire en Suisse.
Le déclassement est, en sociologie, le fait de descendre l'échelle sociale, pour un individu, un groupe ou une catégorie. Le déclassement peut être une conséquence d'une mobilité sociale descendante. Il peut être en relation avec la hiérarchie des classifications en vigueur sur le marché du travail.
Le déclassement peut être constaté à différents niveaux : professionnel par surqualification par rapport à l'emploi occupé, ou intragénérationnel sur perte ou changement d'emploi, ou  intergénérationnel quand on compare les positions sociales d'une génération donnée à celles des parents. Il peut être étudié à un temps donné ou au cours d'une période déterminée, il objective une dynamique sociale.
Un débat sur le poids relatif du déclassement et de la peur du déclassement oppose certains sociologues et économistes.

## Contexte
Le terme de déclassement est employé à la fois au niveau collectif et intergénérationnel, où il qualifie le fait pour une part des représentants d'une génération de ne pas parvenir à un emploi, une position sociale, une qualification ou seulement un pouvoir d'achat de même niveau que ceux des parents, et dans le cadre d'une perte, d'emploi, de statut social, ou d'une situation dans laquelle l'emploi occupé n'est pas au niveau de ceux promis par son niveau de formation. Il est une conséquence d'une mobilité sociale descendante ou « démotion » (anglicisme) sociale.
Le déclassement est un objet sociologique depuis les années 1960, bien qu'à l'époque des trente glorieuses le sujet ne fasse pas partie des sujets de préoccupations car de manière majoritaire les enfants acquièrent une meilleure position sociale que leurs parents grâce au dynamisme économique en cours. Le déclassement conquiert les champs politique et médiatique à l'occasion des crises qui s'enchaînent.
En 1969 Raymond Aron, dans Les Désillusions du progrès, prévoit l’avènement d’une génération dans laquelle de plus en plus d’individus seront déclassés par rapport à leurs diplômes. En 1978, Pierre Bourdieu met, quant à lui, le public en garde contre l’avènement d’une génération potentiellement déclassée dans un article « Classement, déclassement, reclassement ». Dans son essai Raymond Aron anticipe un déclassement générationnel, il soulève la question de l’allocation future des places sociales par rapport à l'investissement scolaire. « Probablement des diplômés devront-ils demain occuper des emplois qu’ils jugent aujourd’hui indignes d’eux ».
Les périodes de fort développement économique s'accompagnent d'une transition des besoins vers une plus grande proportion d'emplois qualifiés, et à l'inverse une réduction significative de la demande de main d'œuvre non qualifiée, du fait des hausses de productivité. Cette situation rend possible une mobilité sociale presque uniquement ascendante : la demande d'emploi qualifiés pouvant absorber à la fois les enfants de ceux qui occupaient déjà ce type d'emploi et ceux dont les parents avaient une position sociale moins élevée.
Selon le sociologue Philippe d’Iribarne, présenter son métier, son activité professionnelle permet de se définir au sein de son espace social, et affirmer son rang dans la hiérarchie social, il en découle un statut social dans une époque donnée,. La période des Trente Glorieuses a représenté « un moment privilégié d’adéquation entre le fonctionnement réel des entreprises et le modèle idéal associant la stabilité des positions à l’autonomie de l’homme de métier ».
Le débat sur la « panne » de l'ascenseur social apparaît dans les années 1990. Selon la journaliste Béatrice Mathieu le mot "déclassement" synthétise la crise politique, économique et sociale qui frappe la France en 2024.

## Facteurs explicatifs
De nombreux facteurs entre en jeux expliquant le développement du déclassement ressenti :
- le ralentissement de la croissance économique
- la globalisation du marché du travail
- les inégalités de revenu et la hausse de la pauvreté ;
- la discrimination à l'embauche
- le décrochage des territoires
- le décrochage scolaire,
- la hausse de l'inflation

En France, la dégradation de l'insertion de la jeunesse dans la population active par la précarisation des emplois amène à la comparaison avec les types d'emploi occupés par les générations précédentes : « Entre 1983 et 2008, la part des jeunes sortis de l’école depuis moins de cinq ans occupant un emploi stable (CDI) passe de 58 % à 49 %, celle des titulaires d’un contrat précaire [(CDD, intérim,  petits boulots,...)], de 12 % à 30 %, celle des chômeurs restant supérieure à 20 % sur toute la période ». le fait de risquer de perdre ou perdre un emploi stable entraîne la peur du déclassement social ou le déclassement social.

## Déclassement professionnel
Une convention fait correspondre un niveau de qualification professionnelle ou diplôme à un type d'emploi. Cette correspondance peut avoir une réalité statistique ou être plutôt une norme sociale voire subjective. En France, une référence de la classification de l'emploi par rapport au diplôme obtenu est donnée par le Répertoire national des certifications professionnelles.
L'augmentation du niveau général de formation dans un pays entraîne une inflation des diplômes qui ne se trouvent plus en adéquation avec les emplois disponibles.
Selon le sociologue Louis Chauvel dans un entretien au journal Le Monde, en Italie, en Espagne, en Grèce, et en France, les jeunes ont bénéficié d'une très forte croissance des diplômes, mais les emplois correspondants ont connu une croissance beaucoup plus lente, depuis plusieurs décennies.
Les personnes en surqualification par rapport à l'emploi occupé subissent un déclassement relatif au niveau de diplôme atteint. Il y a une perte ressenti du statut social.
Depuis les années 1990, les perspectives d'ascension sociale se dégradent avec le sentiment de dévalorisation et de moindre rentabilité des diplômes. Ce ressenti est particulièrement vécu par les classes moyennes. En 1960, le baccalauréat était la clé d'entrée dans les classes moyennes intermédiaires pour 60 % de la population des bacheliers. Aujourd'hui, pour le même diplôme, 75 % des bacheliers se retrouvent dans la catégorie employés ou ouvriers, ou éventuellement chômeurs,. La licence qui menait très majoritairement à l’emploi cadre dans les années 70 , conduit désormais très majoritairement aux emplois de qualification intermédiaire (professions intermédiaires, dont techniciens, agents de maîtrise). En 2017, tous les détenteurs d’un Master ou même d’un diplôme d’ingénieur ne sont pas cadre,
En 2024, environ un salarié sur cinq est en France en situation de déclassement professionnel.
Si la perte de valeur des titres scolaires perdure, la norme d’emploi change et le déclassement perçu disparaît, les jeunes générations finissent par intérioriser le fait d’accéder à des emplois moins prestigieux à diplôme équivalent.

## Déclassement intragénérationnel
La fractionnement du travail avec la multiplication des contrats courts (intérim et CDD) sert de variable d’ajustement aux soubresauts de l’activité économique. La précarisation des emplois est une cause du phénomène de déclassement intragénérationnel.
Le déclassement intragénérationnel concerne différemment les personnes d'une même génération. Par exemple, quand un travailleur perd son emploi et se retrouve dans une catégorie sociale plus basse.
Selon une étude du CEREQ, « le déclassement intra générationnel consiste à comparer pour un même individu sa situation à deux moments, ceci pour constater ou non une mobilité sociale [...] descendante, par exemple un technicien qui devient ouvrier ».

## Déclassement intergénérationnel
Le déclassement au niveau niveau intergénérationnel se présente quand les nouvelles générations ont une position sociale, voire un pouvoir d'achat inférieur à celui de leurs parents, voire de leurs grands-parents. C'est le cas, par exemple, de certains enfants de Baby boomers. La dégradation des contrats de travail et des formes d'emploi (intérimaires, contrats à durée déterminée, contrats aidés, stagiaires) pour les nouvelles générations entraine aussi un déclassement.
Selon Camille Peugny, le ralentissement ou la fin de période de développement économique fait apparaître le déclassement, qui est alors le pendant de la mobilité sociale ascendante précédente. « à l’âge de 40 ans, au début des années 1980, les mobiles ascendants sont 2,2 fois plus nombreux que les descendants. [au début des années 2000], au même âge, le rapport n’est plus que de 1,3 ». 
A titre d'exemple, 24 % des fils de cadre nés entre 1959 et 1963 sont employés ou ouvriers à l'âge de 40 ans, 23 % d'entre eux occupent une profession intermédiaire. La proportion de fils de cadre confrontés au déclassement est de ce fait supérieure à 45 %. Il n'y a pas de contrepartie par une promotion sociale accrue pour les enfants d'ouvriers et d'employés qui accederai à une profession intermédiaire ou un emploi de cadre à 40 ans.
Dès 2011, Louis Chauvel alarme sur les difficultés de la jeunesse qui a servi de variable d'ajustement : « Chômage record, baisse des salaires et des niveaux de vie, précarisation, développement de poches de travail quasi gratuit (stages, piges, free-lance, exonération de charges, etc.), nouvelle pauvreté de la jeunesse, état de santé problématique et faible recours aux soins, absence d'horizon lisible ». Pour lui, il s'agit donc de la régression du système social dans son entier qui dépasse les trajectoires individuelles. Il relève un « déclassement systémique » de la jeunesse,.
Entre 1977 et 2015, la mobilité ascendante des filles par rapport à leur mère est en hausse de 23 points. La part des femmes âgées de 35 à 59 ans ayant une mobilité ascendante est passée de 17 à 40 %. Dans le même temps, la mobilité descendante passe de 5,6 % à 11,7 %. La tendance intergénérationnelle pour les femmes n'est pas au déclassement.

## Débat
Comme pour d'autres faits sociologiques, on oppose le vécu et le ressenti, soit le déclassement et la peur du déclassement. Les deux phénomènes sont présents dans la société, les avis divergent sur leurs poids relatifs. La peur du déclassement est une donnée subjective relative à une anticipation négative et de souffrance qu’ont les individus sur leur futur envisagé de déclassement.
En 2009, l'hypothèse du déclassement est contestée par Eric Maurin. Il s'oppose à la thèse de la dévalorisation des diplômes et défend que la peur du déclassement est bien plus réelle que le déclassement lui-même. Pour appuyer cela, il démontre que l'ensemble des données de mobilité sociale présente une amélioration des conditions de vie au sein de tous les milieux sociaux par rapport aux années 1980. Cette peur très mobilisatrice, selon lui, va conduire à un changement de comportement et de psychologie chez les jeunes diplômés : la crainte du chômage pousse la concurrence à son paroxysme entre eux. Cette crainte du déclassement a eu alors un impact considérable sur le syndicalisme et l'engagement politique en ce début de XXIe siècle. « La peur du déclassement touche d’abord les classes sociales les plus favorisées »[...]« C’est cette peur qui, depuis trente ans, met sourdement en échec les politiques de mixité sociale et de démocratisation de l’école ».
A contrario, selon Thomas Porcher dans un entretien en 2020 pour l'hebdomadaire Marianne, à propos de son livre Les délaisssés et aussi sur ce sujet en 2021, « Le déclassement touche beaucoup de métier », prenant l'exemple des cadres (diplômés de l'enseignement supérieur maintenant à bac+5), leur situation reste privilégiée comparé aux autres salariés, mais une majorité d'entre eux est en train de rejoindre les conditions salariales des employés et des professions intermédiaires. On constate en 2020 que leur rémunération diminue depuis plus de 10 ans. Le niveau de vie des nouveaux diplômés est frappé par les prix pratiqués dans l'immobilier, sachant que les emplois qualifiés se trouvent en majorité en Région Parisienne, ils ont donc aussi des difficultés à se loger soit pour louer ou pour accéder à la propriété,.

### Audio
- Marion Dupont, « La peur du déclassement, carburant des populismes ? » [audio], sur « Chaleur humaine», Le Monde, 13 novembre 2024.